# Campeonato de Portugal de Ralis 2L / 2RM
O CPR 2 ou Campeonato de Portugal de Ralis 2L / 2 RM  é uma competição organizada pela Federação Portuguesa de Automobilismo e Karting, destinada a carros de rali com 2 rodas motrizes até 2000 cc e viaturas turbo diesel.

## Provas
Desde 2013 que o CPR 2 é composto por 5 provas, de norte a sul do país, ficando excluídas as provas nas Regiões Autónomas dos Açores e Madeira, bem como o Rali de Portugal.
| Data      | Prova                   | Organizador                       | Campeonatos |
| --------- | ----------------------- | --------------------------------- | ----------- |
| 22-23 Fev | Rali Serras de Fafe     | DemoPorto                         | CPR/Open    |
| 17-18 Mai | Rali Cidade Guimarães   | Targa Clube                       | CPR/Open    |
| 08-09 Jun | Rali Centro de Portugal | Clube Automóvel da Marinha Grande | CPR/Open    |
| 20-21 Set | Rali Mortágua           | Clube Automóvel do Centro         | CPR         |
| 09-10 Nov | Rali do Algarve         | Clube Automóvel do Algarve        | CPR/Open    |

## Historial
| Ano  | Piloto         |
| ---- | -------------- |
| 2009 | Paulo Antunes  |
| 2010 | Adruzilo Lopes |
| 2011 | João Silva     |
| 2012 | Ivo Nogueira   |
| 2013 | João Barros    |